# Смирнов, Геннадий Михайлович
Геннадий Михайлович Смирнов (16 января 1955, Саратов, СССР — 2 сентября 2000, Саратов, Россия) — советский и российский футболист, нападающий. Младший брат Юрия Смирнова.

## Карьера
Воспитанник СДЮШОР профкома СЭПО (Саратов).
За свою карьеру выступал в командах «Сокол» Саратов, «Крылья Советов» Куйбышев, СКА Хабаровск, «Спартак» Москва, «Факел» Воронеж, «Металлург» Липецк, «Навбахор» Наманган, «Химик» Семилуки, «Сахалин» Холмск, «Вулкан» Петропавловск-Камчатский, «Ворскла» Полтава, «Энергомаш» Белгород, «Салют» Саратов и «Полёт» Дубки. В общей сложности в чемпионатах СССР забил 226 голов.
За «Спартак» Москва провёл один матч 7 апреля 1980 года, заменив на 60 минуте Эдгара Гесса в гостевом матче чемпионата СССР с ростовским СКА, матч завершился поражением москвичей со счетом 1:2.
В сезонах 1993—1994 годах был играющим тренером в команде «Салют» Саратов.
В конце жизни нигде постоянно не работал, злоупотреблял алкоголем. В 2000 году погиб, будучи зарезанным собутыльниками ударом в горло в своей квартире в Саратове.